# Б71 Сандур
«Б71» — фарерський футбольний клуб з міста Сандур. Заснований у 1970 році.

## Досягнення
- Фарерська Прем'єр-ліга:
  - Чемпіон (1): 1989
  - 3-тє місце (1): 1944

- Фарерська 1. deild:
  - Чемпіон (4): 1988, 1991, 1998, 2006
  - 2-ге місце (4): 2002, 2004, 2005, 2009

- Фарерська 2. deild:
  - Чемпіон (1): 1986

- Кубок Фарерських островів:
  - Чемпіон (1): 1993
  - Фіналіст (2): 1989, 1994

- Трофей FSF:
  - Чемпіон (1): 2004
  - Фіналіст (1): 2005